# СДЮШОР по самбо (Нижний Новгород)
МБОУ ДОД «СДЮШОР по самбо» г. Нижнего Новгорода — муниципальное бюджетное образовательное учреждение дополнительного образования детей, специализированная детско-юношеская спортивная школа олимпийского резерва по самбо, образованная при Горьковском Автомобильном заводе в 1987 году.

## История
Основателем и руководителем является Ефремов Евгений Алексеевич. Небольшая секция, которую он организовал в 1984 году, где тренировались юные автозаводцы, быстро переросла в школу олимпийского резерва благодаря многочисленным победам её воспитанников. Школа, в которой занимаются более 500 воспитанников, пять раз становилась лучшей среди школ самбо России.
В данный момент в спортивной школе занимается более 500 человек самого различного возраста. Они осуществляют свой тренировочный процесс под руководством высококвалифицированных тренеров. Бо́льшая часть специалистов сами являются воспитанниками этой спортивной школы, среди них два заслуженных тренера России, три «Отличника физической культуры и спорта», восемь тренеров преподавателей по спорту имеют высшую категорию.

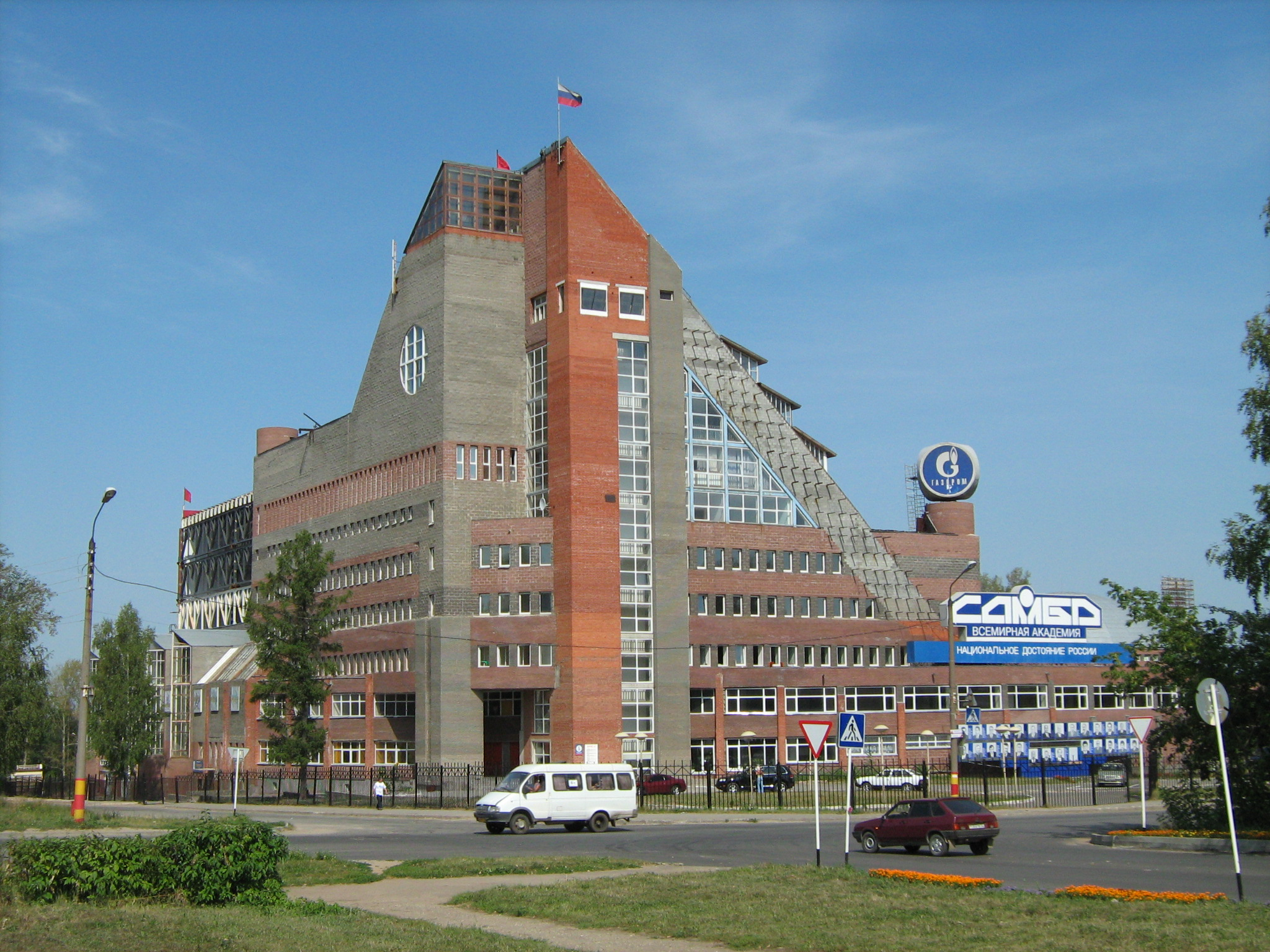
«Всемирная академия самбо». Кстово, Нижегородская область.

В первый же набор попали в школу девятилетний Раис Рахматуллин и одиннадцатилетний Алексей Смирнов. Они сами в то время ещё не знали, что будут чемпионами и какое будущее их ждёт. После 1999 года, когда на чемпионате мира в Кстове, во Всемирной академии самбо, на Кубке мира ребята Ефремова завоевали несколько медалей, последовала благодарность от завода ОАО «ГАЗ».
В 2001 году сразу три спортсмена вошли в состав Сборной России по самбо: Рахматулин Раис (82 кг) — 1 место на чемпионате мира по самбо среди мужчин, Кораблев Андрей (52 кг) — 1 место на чемпионате Европы по самбо среди мужчин, Симанов Дмитрий — первое место на первенстве мира среди юношей по самбо.
В 2006 году лучшим самбистом стал воспитанник СДЮШОР по самбо Нижнего Новгорода — Раис Рахматуллин, который в этом году стал 5-кратным чемпионом мира. Раис не проиграл ни одного старта в 2006 году, победив на чемпионате России и двух международных турнирах. В финале чемпионата мира он одолел украинца Ивана Васильчука, заработав 15 баллов вместо необходимых 12-и.
23 мая 2011 года СДЮШОР по самбо посетил Фёдор Емельяненко, он встретился с воспитанниками автозаводской школы. Во время встречи Фёдор поделился с ребятами своим опытом и поддержал ребят в их начинании занятием самбо.

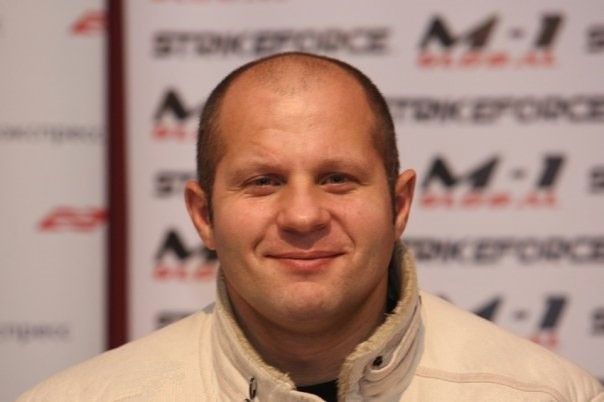
Фёдор Емельяненко, «Последний император», в 2009 г.

## Достижения школы
За 22 года работы школы самбо, тренером Ефремовым Е. А. подготовлено:
- заслуженный мастер спорта — 2 чел.
- мастер спорта международного класса — 5 чел.
- мастер спорта СССР и России — 30 чел.

За период существования «СДЮСШОР по самбо» была признана одной из лучших школ России по обучению борьбе самбо в 1999, 2000, 2003, 2004, 2005, 2006 годах. На Чемпионатах, Кубках, первенствах Мира, Европы, России воспитанниками было выиграно: 65 золотых, 18 серебряных и 12 бронзовых медалей.
Победы воспитанников на Чемпионате мира:
Рахматуллин, Раис Халитович — 23 чемпионат мира, 12-14 ноября 1999 год, Хихон (Испания), 82 кг, 1 место
Рахматуллин Раис Халитович — 25 чемпионат мира, 20-21 октября 2001 год, Красноярск (Россия), 82 кг, 1 место
Симанов, Дмитрий Владимирович — XXV чемпионат мира по борьбе самбо среди молодёжи, 27-30 сентября 2001 год, Молдова (Кишинёв), 48 кг, 1 место
Рахматуллин Раис Халитович — Чемпионат мира, 25-26 сентября 2004, Кишинёв (Молдова), 82 кг, 1 место
Рахматуллин Раис Халитович — Чемпионат мира, 1213 ноябрь 2005, Астана (Казахстан), 82 кг, 1 место
Симанов Дмитрий Владимирович — Чемпионат мира по боевому самбо, 30 сентября — 2 октябрь 2006, Ташкент (Узбекистан), 62 кг, 1 место
Рахматуллин Раис Халитович — XXX чемпионат Мира по самбо среди мужчин и женщин, 3-6 ноябрь 2006, София (Болгария), 82 кг, 1 место
Рахматуллин Раис Халитович — Чемпионат Мира 2008 год, 15 ноябрь 2008, Санкт-Петербург (Россия), 82 кг, 1 место
Рахматуллин Раис Халитович — Чемпионат Мира 2010 год, 4-8 ноября 2010 года, Ташкент (Узбекистан), 82 кг, 1 место
Победы воспитанников на этапах Кубка мира и в Кубке Мира:
Симанов Дмитрий Владимирович — Кубок мира по самбо памяти Юрия Потапова, 26 мая 2009, Владивосток (Россия), 62 кг, 1 место
Рахматуллин Раис Халитович — Кубок мира, 17-19 июня 2004 года, Прага (Чехия), 82 кг, 1 место
Победы воспитанников на Чемпионате Европы:
Смирнов Алексей Викторович — 17 открытый чемпионат Европы, 23-27 апреля 1998 год, Шяуляй (Литва), 57 кг, 1 место
Смирнов Алексей Викторович — 18 открытый чемпионат Европы, 29 апрель — 2 май 1999 год, София (Болгария), 57 кг, 1 место
Кораблев Андрей Геннадьевич — 20 открытый чемпионат Европы, 3-7 мая 2001 год, Албена (Болгария), 52 кг, 1 место
Симанов, Максим Владимирович — Чемпионат Европы 2005 год, 62 кг, 1 место
Рахматуллин, Раис Халитович — Чемпионат Европы по самбо среди мужчин и женщин, 1—5 мая 2003, Албена (Болгария), 82 кг, 1 место
Симанов Максим Владимирович — Чемпионат Европы по самбо среди мужчин и женщин, 1—5 мая 2003, Албена (Болгария), 68 кг, 1 место
Рахматуллин Раис Халитович — Чемпионат Европы по самбо среди мужчин и женщин, 26—30 апреля 2007, Правец (Болгария), 82 кг, 1 место
Симанов Максим Владимирович — Чемпионат Европы по самбо среди мужчин и женщин, 26—30 апреля 2007, Правец (Болгария), 68 кг, 1 место
Победы воспитанников в Кубке Президента Российской Федерации:
17 июня 2007 год: Рахматуллин Раис — 82 кг, 1 место; Симанов, Максим Владимирович — 68 кг, 1 место, Москва (Россия)
30 июля — 1 августа 2010 года: Рахматуллин Раис — 82 кг, 1 место, Москва (Россия)
Победы воспитанников в Чемпионате России:
Кораблев Андрей Геннадьевич — Чемпионат России по самбо среди мужчин, 25 марта 1997, Санкт-Петербург (Россия), 48 кг, 1 место
Рахматуллин Раис Халитович — Чемпионат России по самбо среди мужчин, 25 марта 1997, Санкт-Петербург (Россия), 74 кг, 3 место
Кораблев Андрей Геннадьевич — Чемпионат России по самбо среди мужчин, 11 апреля 2001, Санкт-Петербург (Россия), 52 кг, 2 место
Рахматуллин Раис Халитович — Чемпионат России по самбо среди мужчин, 11-14 марта 2004, Пермь (Россия), 82 кг, 1 место
Рахматуллин Раис Халитович — Чемпионат России по самбо среди мужчин, 10-14 марта 2005, Самара (Россия), 82 кг, 1 место
Симанов Максим Владимирович — Чемпионат России по самбо среди мужчин, 10-14 марта 2005, Самара (Россия), 68 кг, 2 место
Рахматуллин Раис Халитович — Чемпионат России по самбо среди мужчин, 15-18 марта 2007, Кстово (Россия), 82 кг, 2 место
Симанов Максим Владимирович — Чемпионат России по самбо среди мужчин, 15-18 марта 2007, Кстово (Россия), 68 кг, 2 место
Рахматуллин Раис Халитович — Чемпионат России по самбо, 13—17 марта 2008 год, Москва (Россия), 82 кг, 1 место
Симанов Максим Владимирович — Чемпионат России по самбо, 13—17 марта 2008 год, Москва (Россия), 68 кг, 3 место
Рахматуллин Раис Халитович — Чемпионат России по самбо, 18-22 марта 2009 год, Дмитров (Россия), 82 кг, 2 место
Рахматуллин Раис Халитович — Чемпионат России по самбо, 4—8 марта 2010 год, Ярославль (Россия), 82 кг, 1 место
Победы воспитанников в менее значимых турнирах:
Симанов Максим Владимирович — Чемпионат области среди взрослых спортсменов и первенство среди юношей 1986—1988 гг рождения по дзюдо, Кстово (Россия), 6 ноября 2001, 66 кг, 1 место
Рахматуллин Раис Халитович — 12-й международный турнир по самбо «Кентавр» памяти мастера спорта Григория Никишкина (РГАФК), 22 декабря 2002 год, до 82, победитель
Симанов Дмитрий Владимирович — Чемпионат министерства юстиции по борьбе самбо и всероссийского турнира на кубок Александра Невского, 15 ноября 2003 год, 57 кг, 1 место
Симанов Максим Владимирович — Чемпионат министерства юстиции по борьбе самбо и всероссийского турнира на кубок Александра Невского, 15 ноября 2003 год, 68 кг, 1 место
Симанов Дмитрий Владимирович — Турнир по самбо памяти Г. К. Шульца., Москва (Спорткомплекс МГТУ им. Н. Э. Баумана), 22 марта 2004 год, 57 кг, 1 место
Симанов Максим Владимирович — Турнир по самбо памяти Г. К. Шульца., Москва (Спорткомплекс МГТУ им. Н. Э. Баумана), 22 марта 2004 год, 68 кг, 1 место
Симанов Дмитрий Владимирович — Турнир по самбо памяти братьев Баташевых, Выкса (Нижегородская область), 24 апреля 2004 год, 57 кг, 2 место
Мокеичев Александр Владимирович — Первенство России по самбо среди юношей 1987-88 г.р., 25 марта 2005 год, 75 кг, финалист
Рахматуллин Раис Халитович — Матчевая встреча Профессиональной лиги самбо между ПКС «Динамо» (Москва) и ПКС «Четра» (Чебоксары), 5 декабря 2005 год, 90 кг, победитель
Симанов Дмитрий Владимирович — ХХХ Международный турнир по борьбе самбо на приз «ПОКОРИТЕЛИ КОСМОСА», Москва (Московская область), 9-10 апреля 2005 год, 62 кг, 2 место
Симанов Дмитрий Владимирович — III Всероссийский турнир по боевому самбо на призы Героя России генерал-полковника А. А. Романова, Саратов (Саратовская область), 16 апреля 2006 год, 62 кг, 2 место
Симанов Дмитрий Владимирович — II этап летней Спартакиады молодежи России по самбо (Сборная команда Приволжского Федерального Округа), 15-18 июня 2006 год, 62 кг, 1 место
Симанов Максим Владимирович — 4-й Всероссийский турнир по самбо, посвященный памяти основателей Выксунского металлургического завода — братьев Баташёвых, Выкса (Нижегородская область), 22 сентября 2007 год, 68 кг, 2 место
Симанов Максим Владимирович — Турнир по самбо памяти Героя России Голубева, 6 мая 2008 год, 68 кг, 1 место
Симанов Максим Владимирович — 5-й Всероссийский турнир по самбо, посвященный памяти основателей Выксунского металлургического завода — братьев Баташёвых, Выкса (Нижегородская область), 31 мая 2008 год, 68 кг, 2 место